# Albert Gjedde
Albert Gjedde (født 10. januar 1946 på fødeklinikken Tagesminde i Gentofte) er professor i neurobiologi og farmakologi ved Københavns Universitets sundhedsvidenskabelige fakultet og institutleder ved Institut for Neurovidenskab og Farmakologi
Han er søn af kontorchef Albert Stoll (død 1967) og korrespondent Elisabeth Gjedde (død 2003). Albert Gjedde blev cand.med. fra Københans Universitet i 1973 og dr.med. samme sted i 1983 og har bl.a. arbejdet internationalt med forskningsledelse af store videnskabelige miljøer..
Han har bl.a. været direktør på Montreal Neurological Institute i Canada i fem år og bidraget til at etablere PET-centret ved Århus Universitetshospital.
Han er ydermere adjungeret professor ved Johns Hopkins Hospital i USA og professor i neurologi og neurokirurgi ved McGill University i Canada.
I 2010 modtog han Erhoff-prisen på 300.000 DKK i anerkendelse af hans forskningsbidrag gennem tiden inden for basal neurobiologi.
I 2013 modtog han Niels A. Lassen-prisen